# Tone Ghost Ether
Tone Ghost Ether (TGE) is een Amerikaanse band mede opgericht door toetsenist Kit Watkins.
Tone Ghost Ether kan gezien worden als een verlengstuk van Happy The Man en maakt muziek dat een mix is tussen jazzrock, progressieve rock en ook ambient. Na 2004 is niets meer van de band vernomen; vanaf 2007 is het ook stil rondom Kit Watkins.
Vanaf 2001 zijn vier albums verschenen:
- 2001: Condor sail curve;
- 2001: The white space
- 2001: Hydrogen 2 Oxygen;
- 2004: Guard lock skin.